# Bendis arrosa
Bendis arrosa är en fjärilsart som beskrevs av Harvey 1875. Bendis arrosa ingår i släktet Bendis och familjen nattflyn. Inga underarter finns listade i Catalogue of Life.